# Oxyvinia panamensis
Oxyvinia panamensis är en tvåvingeart som beskrevs av Guilherme A.M. Lopes 1988. Oxyvinia panamensis ingår i släktet Oxyvinia och familjen köttflugor.
Artens utbredningsområde är Panama. Inga underarter finns listade i Catalogue of Life.